# Instrucciones para robar una motocicleta
Instrucciones para robar una motocicleta es un cortometraje colombiano de 1998 dirigido y escrito por Felipe Solarte y protagonizado por Fernando Solórzano, Julio Bonilla, Ricardo León, Bibiana Navas y Luis Velasco.

## Sinopsis
Dos jóvenes roban una motocicleta por encargo y son perseguidos por el dueño, que finalmente se rinde en la persecución. Cuando los jóvenes piensan que han dado el gran golpe y se sienten libres de todo peligro, conocen a una prostituta que hace parte de un complot para despojarlos de la motocicleta.

## Reparto
- Fernando Solórzano
- Julio Bonilla
- Ricardo León
- Bibiana Navas
- Luis Velasco